# 安道爾自由黨
安道爾自由黨是安道爾一個中間偏右的保守自由主義政黨。它由馬克·福爾內·莫爾內於1992年創立，馬克·福爾內·莫爾內於1994年成為安道爾首相。該黨為國際自由聯盟和歐洲自由民主改革黨的成員。

## 外部連結
- 官方網站 （页面存档备份，存于）